# 태풍 라이 (2021년)
태풍 라이 (RAI)는 2021년의 제22호 태풍이다. 라이는 미크로네시아에서 제출한 이름으로 돌로 만든 화폐를 의미한다.

## 태풍의 진행

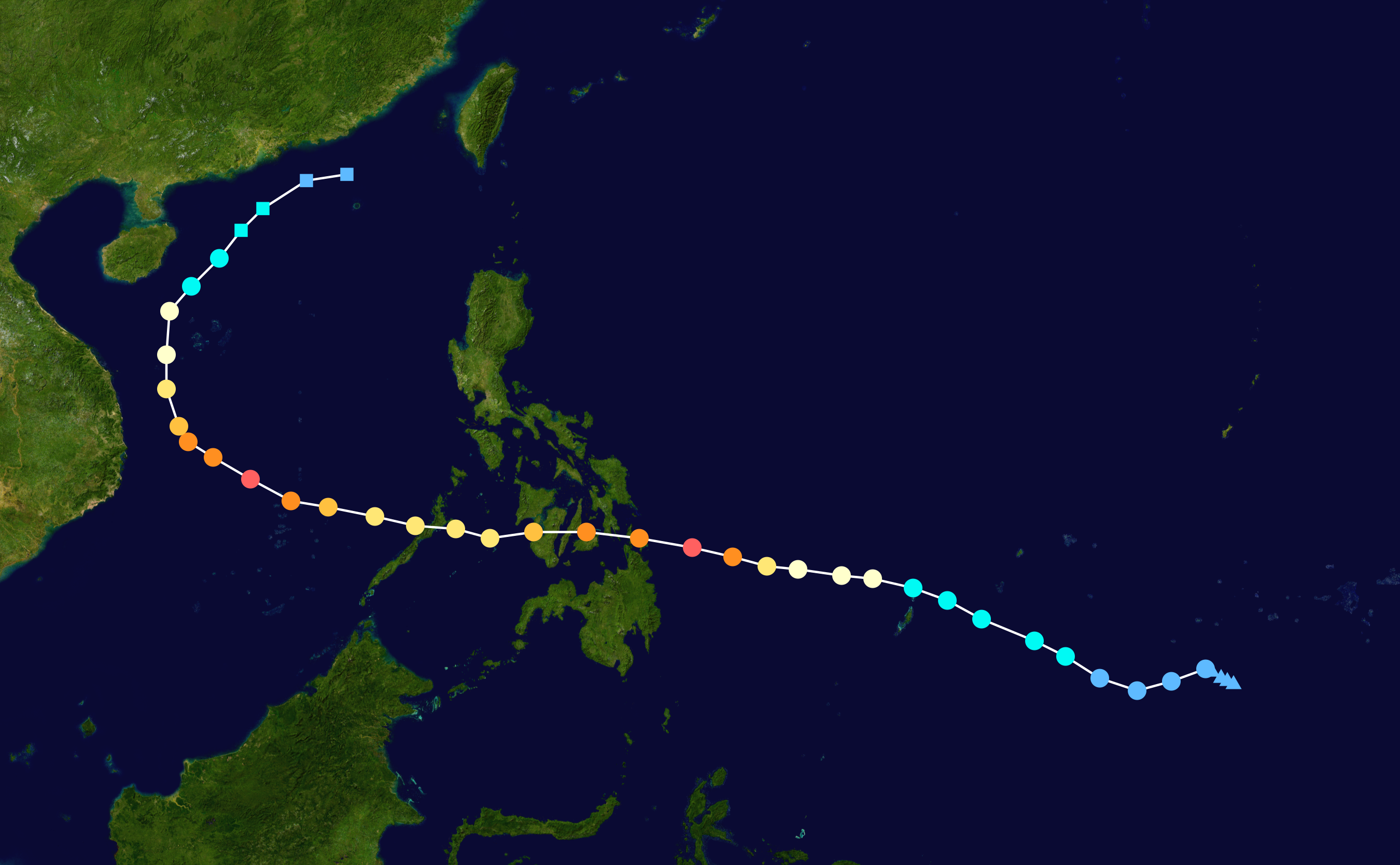
태풍 라이의 경로

태풍 라이는 12월 13일 15시에 중심기압 998hPa, 최대풍속 18m/s, 강풍 반경 440km(북서쪽 반경)의 열대폭풍으로 팔라우 동남동쪽 약 730km 부근 해상에서 발생하였다.(일본 기상청 태풍정보 속보치 기준) 발생 이후 약한 윈드시어로 인해 서~서북서진하며 급발달하였고, 12월 16일 15시에 필리핀 세부 동쪽 약 240km 부근 육상(필리핀 수리가오 섬)에서 중심기압 915hPa, 최대풍속 54m/s의 '맹렬한' 태풍으로 1차 최성기를 맞이하였다. 1차 최성기 이후 필리핀 비사야 제도와 팔라완 섬을 통과하면서 다소 약화되었다가 서~서북서진하면서 남중국해에 진출한 뒤 약한 윈드시어로 인해 다시 급발달해서, 12월 19일 3시에 베트남 다낭 남동쪽 약 570km 부근 해상(남중국해)에서 중심기압 915hPa, 최대풍속 54m/s의 '맹렬한' 태풍으로 2차 최성기를 맞이하였다. 2차 최성기 이후 북서진하다가 북북동진으로 전향한 이후 북쪽의 건조한 공기와 낮은 해수면 온도, 강한 윈드시어로 인해 급약화되어서 일본 기상청 기준으로는 12월 20일 21시에 중국 홍콩 남서쪽 약 432km 부근 해상(남중국해)에서 중심기압 1004hPa의 열대저압부로 소멸하였다고 발표하였다. 한국 기상청 기준으로는 12월 21일 3시에 중국 홍콩 남남서쪽 약 310km 부근 해상(남중국해)에서 중심기압 1004hPa의 열대저압부로 소멸하였다고 발표하였다. 이 태풍이 필리핀에서 400명이 넘는 사망자 수를 기록하였다. 그리고 이 태풍이 기록한 남중국해 10분 평균 풍속 최초 Violent(맹렬) 등급은 2022년 2월 4일에 발표된 일본 기상청의 2021년 제22호 태풍 라이의 사후해석에서 최종적으로 확정되었다.

## 제명
- 필리핀에 막대한 피해를 끼쳐 약 770만명의 이재민이 발생했으며, 410명이 사망했고 80명이 실종되었다. 필리핀에 막대한 피해를 줘서 제명 가능성이 거론되었는데 제명 자체가 미뤄지고 있었다가 2023년 3월 8일에 제명되었다.

## 같이 보기
- 태풍 마이크
- 태풍 와시 (2011년)
- 태풍 보파 (2012년)
- 태풍 하이옌 (2013년)